# サウル・アルバレス
サウル・アルバレス（Saúl Álvarez、1990年7月18日 - ）は、メキシコのプロボクサー。現WBAスーパー・WBC・IBF・WBO世界スーパーミドル級統一王者。元WBAスーパー・WBC・WBO世界スーパーウェルター級王者。元WBAスーパー・WBC・IBF世界ミドル級統一王者。元WBO世界ライトヘビー級王者。世界4階級制覇王者。
愛称がカネロのため、カネロ・アルバレスとも表記される。

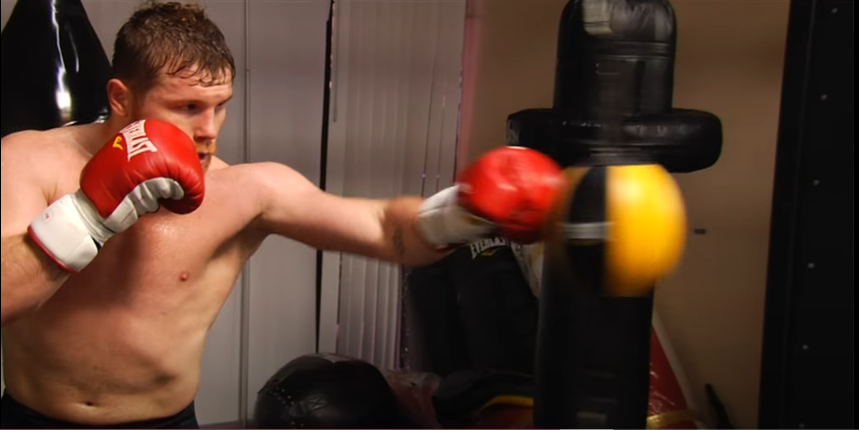
トレーニング中のアルバレス（2017年）

## 来歴
アルバレスは、インタビューでメキシコのグアダラハラで生まれたと話しているが、家族は当時トラホムルコ・デ・スニガのサン・アグスティンに居住していた。8人兄弟の末っ子として生まれた。5歳のとき、現在のフアナカトランに転居した。家族の農場で成長した彼は現在も乗馬をたしなんでいる。彼の父親と兄弟は全員、黒髪であるが、アルバレスは母親のアナマリアと同じ赤毛である。兄弟にはウェルター級のボクサーであるラモン・アルバレス、リカルド・アルバレスそして元WBA世界スーパーウェルター級王者リゴベルト・アルバレスが居る。
16歳の時に当時の彼女を妊娠させてしまい女の子を授かっている。2018年にこの娘のタトゥーを腕に入れた。
20歳の時に元ミス・ユニバースメキシコ代表でテレビ局のスポーツリポーターであった27歳のマリソル・ゴンザレスと婚約するが後に破談した。
2021年5月15日にモデルのフェルナンダ・ゴメスと挙式を挙げた。フェルナンダとの間には2017年に娘を授かっている。

### ニックネーム
ニックネームはカネロであるが、カネロはスペイン語でシナモンの意で、アルバレスの髪の毛が赤毛であることに由来する。これは彼のトレーナーであるホセ"チェポ"レイノソがまだ彼が13歳だったときに付けたものである。

### アマチュア時代
兄のリゴベルト・アルバレスがプロボクサーとしてデビューした年にアルバレスは13歳でボクシングを始め、中学校を中退している。2004年にシナロア州で開催されたメキシコジュニア全国大会で銀メダルを獲得、翌2005年15歳のときに同大会でチャンピオンになっている。若くしてプロ転向をしたことで、アマチュア時代には目立った実績は残せなかったが20戦のキャリアがある。

### プロ時代

#### スーパーウェルター級時代
2005年10月29日、ハリスコ州トナラのアレナ・チョロロ・ラリオスでデビュー戦を行い、4回TKO勝ちを収めデビュー戦を白星で飾った。
2006年1月20日、ハリスコ州グアダラハラでミゲル・バスケスと対戦し、4回2-1（39-37、37-39、40-37）の判定勝ちを収めた。
2009年6月6日、ジェファーソン・ゴンカロと対戦、9回に右の強打を当てKOしNABF王座3度目の防衛に成功した。
2009年8月8日、マラト・クゼエフとWBC世界ウェルター級ユース王座決定戦を行い、2回KO勝ちを収め王座獲得に成功した。
2009年9月15日、メキシコの独立記念日を祝う興行でカルロス・エレラと対戦し初回KO勝ちを収めユース王座の初防衛に成功した。
2010年5月1日、ラスベガスのMGMグランド・ガーデン・アリーナにてフロイド・メイウェザー・ジュニア対シェーン・モズリーの前座でホセ・ミゲール・コットとウェルター級10回戦で対戦、アルバレスにとってこの試合が本格的な米国デビュー戦となる重要な試合だった。初回に左フックのカウンターをもらい、足が崩れロープ際まで吹っ飛びそこから連打を喰らうというダウン寸前のピンチに陥った。2回から徐々に立て直していきペースを掴むが7回に右のカウンターを再びもらう、8回からは再度ペースを支配し9回にはロープ際まで追い込み打ち合いの展開となり最後はレフリーが割って入って試合を止めた。9回2分51秒TKO勝ちでピンチを乗り越える逆転勝ちを掴んだ。
2010年7月10日、ルシアノ・クエリョとWBC世界スーパーウェルター級シルバー王座決定戦を行い、6回にレフリーが試合を止めTKO勝ちを収め王座獲得に成功した。
2010年9月18日、カリフォルニア州のステイプルズ・センターにてシェーン・モズリー対セルヒオ・モラの前座で元WBC世界ウェルター級王者のカルロス・バルドミールと対戦。バルドミールはベテランではあるものの60戦以上のキャリアでKO負けはおろかダウン経験すらもないタフな選手で、アルバレスの真価が初めて問われる一戦であったが、6回に左フック1発でバルドミールをマットに沈め6回KO勝ちを収め、周囲の期待に応えたことでアルバレスの評価が上昇した試合となった。
2010年12月4日、元IBF世界スーパーライト級王者のラブモア・ヌドゥと対戦、試合はダウンは無かったもののフルマークのジャッジが2者いる完勝でシルバー王座の2度目の防衛に成功した。
2011年2月、WBC世界スーパーウェルター級シルバー王座を返上した。
2011年3月5日、カリフォルニア州・アナハイムのホンダセンターでマシュー・ハットンとWBC世界スーパーウェルター級王座決定戦を行い、12回3-0（3者とも119-108）の判定勝ちを収め王座獲得に成功した。この試合はスーパーウェルター級の規定体重を4ポンド下回る150ポンドのキャッチウェイトで行われたが、アルバレスは151.4ポンドで体重超過しハットンに罰金を支払うことで試合が行われた。
2011年6月18日、トラホムルコ・デ・スニガのアレナVFGでWBC世界スーパーウェルター級3位のライアン・ローズと対戦し、12回48秒TKO勝ちを収め初防衛に成功した。
2011年9月17日、ロサンゼルスのステイプルズ・センターでアルフォンソ・ゴメスと対戦し、6回に連打を浴びせた所で試合が終わり6回12回48秒TKO勝ちを収め2度目の防衛に成功した。
2011年11月26日、元IBF世界ウェルター級王者カーミット・シントロンに5回2分53秒TKO勝ちを収め3度目の防衛に成功した。
2011年10月25日、IBF世界ライトフライ級王者ウリセス・ソリスがアルバレスとトレーニングしていたところ、アルバレスが「俺のガールフレンドにちょっかいを出した」とソリスの顔面を数発殴打、ソリスは歯と顎を骨折した。この怪我の影響で12月に予定していた防衛戦の延期を余儀なくされたとして、ソリスはアルバレスを告訴。これに対してアルバレスは「暴行現場にいたことは認めるが、兄弟がソリスを暴行したのであって、自分は手を出していない。」と否認した。
2012年5月5日、ラスベガスのMGMグランド・ガーデン・アリーナにてフロイド・メイウェザー・ジュニア対ミゲール・コットの前座で元3階級制覇王者のシェーン・モズリーと対戦し、12回3-0（2者が119-109、118-110）の判定勝ちを収め4度目の防衛に成功した。
2012年9月15日、ラスベガスのMGMグランド・ガーデン・アリーナで1階級下のWBC世界ウェルター級シルバー王者のホセシート・ロペスと対戦し、5回2分55秒TKO勝ちを収め5度目の防衛に成功した。元々はポール・ウィリアムスと対戦予定だったが、5月27日にウィリアムスがバイク事故で再起不能となったことでジェームス・カークランドに変更された、しかしカークランドも肩の怪我で出場を辞退。さらに次の対戦候補だったビクター・オルティスも6月23日の試合でホセシート・ロペスに敗れてしまったため勝者のホセシート・ロペスと対戦することになった。
2013年4月20日、テキサス州・サンアントニオのアラモドームに39,247人の観衆を動員して、WBA世界スーパーウェルター級レギュラー王者オースティン・トラウトと王座統一戦を行い、12回3-0（115-112、116-111、118-109）の判定勝ちを収め王座統一に成功、WBA王座（ユニファイド王座）の獲得並びにWBC王座の6度目の防衛に成功した。リングマガジン世界スーパーウェルター級王座も獲得した。この試合はアメリカで採用されることが珍しいWBCのオープン・スコアリングで行われた。2013年4月29日、メキシコのボクサーとしてはファン・マヌエル・マルケスに続く招待を受けメキシコの大統領エンリケ・ペーニャ・ニエトと面会をした。
2013年5月28日、パナマにあるWBA本部でのベルト贈呈式に出席し、WBAのヒルベルト・メンドサ・ジュニア副会長が「我々のランキングに君の名前があることは光栄。願わくばチャンピオンとして我々と末永くいっしょにいてもらいたい」と発言し、アルバレスが「ここパナマに来れてとてもハッピー。重要なベルトをもらった」と応じたが、WBCのスライマン会長は「カネロがパナマへ行ってWBAベルトをもらうのは全然悪いことではない。だが、WBCルールでは他団体と2本のベルトを同時に所持することを禁じている。15日以内にどちらかをギブアップしなければならない」とWBC世界スーパーウェルター級王座の剥奪もありうることを警告し不快感を見せた。
2013年7月、2011年10月25日に起きたウリセス・ソリスに対する暴行事件について、アルバレスがメキシコにおいてスター選手であることでメキシコの司法が裁判の手続きに移らなかったため、ソリスはアメリカのカリフォルニア州でも訴訟を起こした。
2013年9月14日、MGMグランド・ガーデン・アリーナにて、スーパーウェルター級の規定体重を2ポンド下回る152ポンド契約のキャッチウェイトでWBA世界スーパーウェルター級スーパー王者フロイド・メイウェザー・ジュニアと対戦。“THE ONE”とキャッチフレーズが付いたこの興行は 、見込み額だけで何十億ものファイトマネーが試算され、チケットは発売日からわずか2日目で完売となった。WBA・WBCの両団体はこの試合の勝者に特製のベルトを贈呈すると発表した。試合は技術、ディフェンス、スピードの全てでメイウェザーに圧倒されアルバレスはプロ初黒星となる12回0-2（114-114、111-117、112-116）の判定負けを喫し、WBA王座の初防衛、WBC王座7度目の防衛、リングマガジン王座の防衛に失敗し王座から陥落した。試合後ドローを付けた、女性ジャッジのC・J・ロスに非難が集中し、結局責任を取って辞任という形となった。またこの試合はメキシコでの視聴率が40%を超え2200万人が視聴、さらにPPV収入では2007年にメイウェザーvsデラホーヤが叩き出した記録を塗り替え、この当時の最高記録となった。
2013年10月28日、アルバレスが2014年に3月8日、7月26日、11月22日の3試合行うこと及び、全ての試合がペイ・パー・ビューで放送されることがゴールデンボーイプロモーションによって発表された。
2014年3月8日、MGMグランド・ガーデン・アリーナで元WBO世界スーパーウェルター級暫定王者アルフレド・アングロと対戦。試合はスーパーウェルター級(154ポンド)で行われることになっていたが、アルバレスが減量を失敗したため、計量直前の土壇場でアングロに10万ドルの罰金を支払い155ポンドのキャッチウェイトで行われる事に変更され
、10回47秒TKO勝ちで復帰戦を勝利で飾った。
2014年7月12日、MGMグランド・ガーデン・アリーナでWBA世界スーパーウェルター級王者のエリスランディ・ララと対戦。ただしアルバレスがWBAへのタイトル認定料金の支払いを拒んだため、スーパーウェルター級の規定体重を1ポンド上回る155ポンド契約のキャッチウェイトでノンタイトル12回戦として行われた。試合は12回2-1（117-111、115-113、113-115）の判定勝ちを収めたが、試合スタイルが大きく異なる2人の対戦であり、アルバレスは命中したジャブの数が12ラウンド合計183発中9発命中と極端に少なく、強打も合計88発命中したもののそのうち73発がボディへの命中だったことで判定は物議を醸し、ボクシングマスコミ関係者89人の採点も、アルバレスの勝ちとつけたのが34人（39％）、ララの勝ちとつけたのが30人（33％）、引き分けが25人（28％）と割れることになった。
2014年9月29日、ケーブルテレビ局のShowtimeを離れて、HBOと独占長期契約を交わしたことを発表した。この契約がきっかけになり仲違いをしていたHBOとゴールデンボーイプロモーションズの復縁につながった。
2014年12月6日、ジョシュア・クロッティと対戦予定だったが、3月のアングロ戦の時から負傷していた左足首をトレーニング中にさらに悪化させたことにより正式発表前に中止となった。
2015年1月17日、ミゲール・コットとの対戦を同年5月2日に予定し対戦交渉を重ねていたが、期限までに交渉がまとまらなかった事でアルバレスのプロモーターのオスカー・デ・ラ・ホーヤが、アルバレスは待ちくたびれたので他の相手を探す事にした、と交渉決裂を宣言した。
2015年5月9日、ヒューストンのミニッツメイド・パークに31,588人の観衆を動員して、ジェームス・カークランドと155ポンド契約のキャッチウェイトでノンタイトル12回戦を行い、初回に1度と3回に2度ダウンを奪って最後はカークランドを失神させ、3回KO勝ちを収めた。

#### ミドル級時代
2015年11月21日、マンダレイ・ベイ・イベント・センターでWBC世界ミドル級王者のミゲール・コットと対戦する予定だったが、同月17日に30万ドルのタイトル承認料を支払わなかった事を理由にコットが王座を剥奪された為、アルバレスが勝てば王座を獲得できるがコットが勝てば王座は空位になるという条件で、ミドル級の規定体重である160ポンド（72.57キロ）ではなく155ポンド（70.3キロ）のキャッチウェイトで対戦し、12回3-0（118-110、119-109、117-111）の判定勝ちを収め2階級制覇に成功した。この試合でアルバレスは500万ドル、コットは1500万ドルのファイトマネーを稼いだ。
2015年12月9日、ウリセス・ソリスが900万ドルの損害賠償を求めてアルバレスを告訴した。
2015年12月14日、WBCはアルバレスを2015年12月度の月間MVPに選出した。同日、WBCはWBAスーパー・WBC暫定・IBF世界ミドル級王者のゲンナジー・ゴロフキンと王座統一戦を行うよう通達し、WBCと両陣営が交渉した結果、WBCは2016年秋頃の統一戦までに両選手が1試合選択試合を行うことを承認した。
2016年1月11日、WBCから上述のコット戦の勝利が評価され、ダイヤモンドベルトが贈られた。
2016年5月7日、T-モバイル・アリーナ のボクシング最初のイベントとして16,540人の観客を動員し、ミドル級の規定体重である160ポンド（72.57キロ）ではなく155ポンド（70.3キロ）のキャッチウェイトで2階級下の選手であるアミール・カーンと対戦した。序盤はカーンのスピードとフットワークに手を焼いたが徐々にタイミングを合わせて行き、最後に右ストレート一撃でカーンを失神させ試合終了。6回2分37秒KO勝ちを収め初防衛に成功した。この試合でアルバレスは350万ドル（3億8千万円）カーンは200万ドル（2億1千万円）のファイトマネーを稼いだ。試合後、リングサイドで観戦していたゴロフキンをリングに上げ、「自分がリングに上がれと言ったんだ。絶対にゴロフキンを倒して見せる。今からグローブをつけてもいい」とアピール、さらに試合後の会見中には、これまでアルバレスが155ポンドのキャッチウエイトでの試合を要求していたため難航していたとされる体重問題についても「私はゴロフキンと戦う。ウェイトは何ら問題ない。私は彼と160ポンドで戦う」と断言してゴロフキンとの統一戦を希望した。
2016年5月12日、WBCはアルバレスを2016年5月度の月間MVPに選出した。
2016年5月18日、WBCはカーン戦から15日間（5月22日まで）の交渉期間を設け、それまでにゴロフキン戦の交渉がまとまらなければ24日に入札を行うと通達していたが、この日アルバレスがWBC世界ミドル級王座を返上した。アルバレスは「WBCにはタイトルの返上を申し出た。ゴロフキンを倒すつもりだが、設けられた期限にリングへ上がることを強制されたくはない。この音を立てている時計を脇にどけたことで、両陣営が試合の交渉を行い、ゴロフキンと私ができる限り早くリングに上がれることを期待している」と声明を発表。プロモーターのデ・ラ・ホーヤは「WBCから指示された期限内での交渉を強制されたくない。これでWBCのベルトは交渉の場から外れた。ゴロフキンと彼のプロモーターであるK2プロモーションが誠意を持って交渉の場に就き、この契約が結ばれることを願っている」と話した。K2プロモーションズのトム・ローファーは「対戦は100%実現すると信じている」と話し、またデ・ラ・ホーヤがゴロフキン戦を2017年5月まで先延ばしをしたがっているとの情報があるのに対し、ローファーは2016年内の9月が第1希望としながら「時間はたっぷりある。両者の対戦が次になるにしても、来年になるにしても、私は楽観的だ」と話した。
2016年6月14日、オールスター・ボクシングのフェリックス・ザバラが、契約選手だったサウル・アルバレスをゴールデンボーイプロモーションズに引き抜かれたと2011年に提訴していた裁判で、アルバレス敗訴の判決が下され、アルバレスは損害賠償金として850万ドル（約9億円）を支払うよう命じられた。
2016年6月23日、デ・ラ・ホーヤがツイッターで「アルバレスとゴロフキンのビッグファイトを来年秋に行うことで合意に至った」とメッセージを発信した。しかし、ローファーは「拘束力のある契約を結べたら良いのだけれど、まだ、我々はそうした契約を交わしていない」と正式決定ではないことを強調し、「互いに試合を積んで、来年秋の対戦を目指したいが、契約が完了したと言うのは間違った表現だ」と契約は完了していないものの今後も交渉を続ける考えであると明かした。両陣営は翌年9月に対戦することで基本合意に達したと伝えた米国のヤフースポーツは、試合まで15ヶ月の期間が開けられたことで、ミドル級のリミットである160ポンド（72.57キロ）でまだ1試合も戦ったことの無いアルバレスは、体をミドル級の選手へと作り上げる時間が与えられた一方で、ゴロフキンは一年以上かけて自分の名前を売ることはできるかもしれないが、34歳のゴロフキンは時間が経てば経つほど、力が衰えることも考えられると懸念を示した。

#### スーパーウェルター級復帰
2016年9月17日、スーパーウェルター級に復帰。テキサス州アーリントンのAT&Tスタジアムに51240人の観衆を動員して、WBO世界スーパーウェルター級王者リアム・スミスと対戦し、7回にアッパーコンビネーションでダウンを奪い、8回にボディアッパーでダウンを追加。9回に左ボディフックでダウンを奪いレフェリーはカウントを途中でストップ。9回2分28秒KO勝ちを収め王座獲得に成功した。同日、WBOはアルバレスを2016年9月度の月間MVPに選出した。しかし、アルバレスはこの試合中に右手親指を骨折、12月に予定していた試合をキャンセルすることになった。
2016年12月22日、WBOがWBO世界ミドル級王者ビリー・ジョー・ソーンダースの指名挑戦者にアルバレスを指名した。ゴールデンボーイ・プロモーションズが同月10日に提出していた要望にWBOが応えたもので、WBOはアルバレスを指名挑戦者に選んだ理由を一流選手に勝利してきた実績、並びに観客動員力とペイ・パー・ビュー放送される人気を考慮して、ボクシングファンのアイドルであると評価した。WBO世界ミドル級1位で指名挑戦者の権利を得ていたアブタンディル・クルツィゼも同月8日に、WBOルールに定められた指名防衛試合の期限9ヵ月を超えても指名試合を行わないビリー・ジョー・ソーンダースに対して指名試合を行うようWBOへ要望していたため、クルツィゼ陣営に10日間の不服申立て期間が与えられるが、最終的にクルツィゼ陣営は今回はアルバレスに指名挑戦権を譲り、次の指名挑戦者としてクルツィゼが指名されることを条件に不服申立てを行わない事を決めた。
2017年1月17日、リングマガジンは同年5月7日に行われたサウル・アルバレス vs. アミール・カーンを2016年度のリングマガジン ノックアウト・オブ・ザ・イヤーに選出した。
2017年4月21日、アルバレスの元プロモーターのオールスター・ボクシングが、アルバレスが未払いの損害賠償金850万ドルを5月6日に行われるチャベス戦のファイトマネーから差し押さえるようマイアミの裁判所に申し立てるが、アルバレス側が上訴をして差し押さえに対抗した。

#### ミドル級に復帰
2017年5月6日、T-モバイル・アリーナで元WBC世界ミドル級王者フリオ・セサール・チャベス・ジュニアと164.5ポンド契約のノンタイトル12回戦で対戦した。WBCがこの試合のために特別に作成したシンコ・デ・マヨ王座がかけられる予定だったが、アルバレスが2016年5月にWBC世界ミドル級王座を返上した時にWBCから圧力を加えられたことを不満に思っており、WBCの王座がかけられることを拒否した為、ノンタイトル12回戦に変更して行われた。試合は序盤からアルバレスの一方的な展開となり12回3-0（3者とも120-108）の判定勝ちを収めた。試合後、試合を観戦していた3団体ミドル級統一王者ゲンナジー・ゴロフキンをリングに呼び、同年9月に対戦することを発表した。アルバレスはこの試合で500万ドル（約5億4千万円）のファイトマネーを稼いだ。
2017年9月16日、T-モバイル・アリーナでWBAスーパー・WBC・IBF世界ミドル級統一王者のゲンナジー・ゴロフキンと対戦。WBC王座がかけられることをアルバレスが再び拒否したため、アルバレスが勝てばWBC王座は空位となり、ゴロフキンが勝てばWBAスーパー、WBC、IBF王座並びにIBO王座の防衛となる条件で試合は行われ、12回1-1（118-110、113-115、114-114）の判定で引き分けたためWBAスーパー、IBF並びにIBO王座の獲得に失敗した。しかし、現地のボクシングメディアや関係者のほとんどがゴロフキンの勝利と採点し、HBOがSNSで実施した投票でもゴロフキン勝利が75％の圧倒的支持を集める（アルバレス勝利は15％、引き分けが10％）疑惑の判定となった。この試合でアルバレスは500万ドル（約5億6千万円）、ゴロフキンは300万ドル（約3億3千万円）のファイトマネーを稼ぎ、PPVの歩合収益等の興行収入を加えてアルバレスは4200万ドル（約47億円）、ゴロフキンは2000万ドル（約22億円）を稼いだ。
2018年1月29日、ゴールデンボーイ・プロモーションズはゲンナジー・ゴロフキンとサウル・アルバレスの再戦が同年5月5日に行うことで決定したことを発表した。
2018年3月5日、アルバレスとゴロフキンが合意して自主的に要請したVADA（ボランティア・アンチ・ドーピング機構）による抜き打ちの薬物検査で、メキシコのグアダラハラでサウル・アルバレスから2月17日と20日に採取した尿サンプルに禁止薬物のクレンブテロールに対する陽性反応が2度出たことをゴールデンボーイ・プロモーションズが公表した。アルバレスはクレンブテロールに汚染された肉を食べたのが陽性反応の要因だと主張した。同年3月21日、ゴロフキンは汚染された肉を食べたとするアルバレスの主張を真っ向から否定して、「原因はメキシコの肉ではない。カネロ本人、チーム、そしてプロモーションが原因だ」「カネロは不正を働いている。薬物を使用しているが、みんな見て見ぬふりをしている」「最初の試合の前から、彼がクリーンではないことを知っていた」「筋肉が肥大していたのはとても明らかだった、注射の跡もあった」とアルバレスを激しく非難、そしてネバダ州アスレチック・コミッションを「テロリスト」と呼び、「カネロはあらゆるものから援助を得られる事と、コメンテーター、コミッション、ドーピング・コミッション、そしてボクシング統括団体の会長から罰せられないで済む事を証明したんだ」とアルバレスになにも処分が下されないことに怒りをあらわにした。同年3月23日、アルバレスはネバダ州アスレチック・コミッションから聴聞会が開かれる4月18日まで一時的な資格停止処分を科せられた。同年4月3日、ゴールデンボーイ・プロモーションズはアルバレスと会見を開き、汚染された肉を食べたのが陽性反応の原因とするこれまでの主張を繰り返しつつも、5月5日のゴロフキン戦から撤退することを発表。これによりゴロフキンとの再戦は中止されることになった。同年4月18日、ネバダ州アスレチック・コミッションでアルバレスは欠席したが聴聞会が開かれ、アルバレスに6カ月間（8月17日まで）の資格停止処分が科せられた。
2018年4月18日、VADAがWBC世界ランキング15位以内の選手に義務付けられているWBCが推進するボクシング・クリーン・プログラムへの登録をアルバレスは拒否して、VADAによる抜き打ちドーピング検査を受けていないことを公表した。ドーピング検査で失格したにもかかわらず、ボクシング・クリーン・プログラムの登録を拒否するアルバレスにゴロフキン陣営やボクシング関係者・ファンから批判と疑惑が集まる中、アルバレス陣営のデ・ラ・ホーヤやエリック・ゴメス（ゴールデンボーイ・プロモーションズ社長）は「ゴロフキンとの再戦が決定したらアルバレスは登録してドーピング検査を受ける」とコメントしていたが、同年5月14日にWBC会長のホセ・スライマンが「ボクシング・クリーン・プログラムへの登録を拒否したアルバレスをランキングから外した、登録をすればランキングに復帰できる」と声明を発表して、アルバレスをWBCの世界ランキングから外すと、同年5月15日にアルバレスはツイッターでボクシング・クリーン・プログラムに登録したことを発表した。
2018年6月13日、アルバレスとゴロフキンが9月15日に再戦することで合意したことをデ・ラ・ホーヤがツイッターで発表した。ファイトマネーの配分で交渉が紛糾し、この日に設定されていた最終交渉時間までに交渉が締結せず、一旦は決裂するも、時間を延長して行われた粘り強い交渉により最終的に合意に達した。
2018年9月13日、マイアミ高等裁判所がアルバレスは元プロモーターのオールスター・ボクシングに850万ドルの損害賠償金を払う必要が無いとして、アルバレス勝訴の判決を出した。
2018年9月15日、T-モバイル・アリーナでWBAスーパー・WBC世界ミドル級王者ゲンナジー・ゴロフキンと対戦し、12回2-0（115-113×2、114-114）の判定勝ちを収め、WBAスーパー、WBC王座の獲得、リングマガジン王座、WBCがこの試合のために特別に作成したチアパネック王座の獲得に成功した。しかし、現地のボクシングメディアや関係者の多くがゴロフキンの勝利（ゴロフキン勝利が40人、引き分けが17人、アルバレス勝利が2人）と採点し、HBOがSNSで実施した投票でもゴロフキン勝利が62％の圧倒的支持を集め（アルバレス勝利は28％、引き分けが10％）、前回に続き公式ジャッジの採点と逆の結果になった。このため、ゴロフキンは同年10月3日にキエフで開かれたWBC年次総会で判定に不服を示し、WBCにアルバレスとの即時の再戦を指令するよう要望するも、WBCはこれを却下して、アルバレスに選択試合を認め、ゴロフキンにはアルバレスへの挑戦権を懸けてジャーモール・チャーロと対戦するよう指令を出した。

#### スーパーミドル級時代
2018年10月17日、契約を交わしていたHBOのボクシング撤退に伴い、ストリーミング配信サービスのDAZNと5年11試合3億6500万ドル（約410億円）の配信契約を交わした。
2018年12月15日、マディソン・スクエア・ガーデンでWBA世界スーパーミドル級レギュラー王者ロッキー・フィールディングと対戦し、3回2分38秒TKO勝ちを収め、3階級制覇に成功した。

#### ミドル級に復帰
2019年5月4日、T-モバイル・アリーナでIBF世界ミドル級王者ダニエル・ジェイコブスと3団体王座統一戦を行い、12回3-0（115-113×2、116-112）の判定勝ちを収めWBA・WBC王座の初防衛、IBF王座の獲得並びにWBCがこの試合のために特別に作成したマヤ王座の獲得に成功した。この試合は前日の公式計量に加えて、アルバレスが要求しジェイコブスが同意していた、試合当日の午前8時にも計量を行い170ポンドまでに体重増を抑える契約が結ばれていたが、ジェイコブスは173.6ポンドと3.6ポンド契約体重をオーバーし、1ポンド当たり25万ドルの罰金を支払った。またDAZNで配信されたこの試合はアメリカ国内で60万人が視聴した。
2019年5月15日、IBFがアルバレスとIBF世界ミドル級ランキング1位のセルゲイ・デレフヤンチェンコに指名戦を行うよう指令した。交渉期限の6月14日までに対戦合意に達しない場合は入札となる。
2019年6月26日、WBCはアルバレスをWBC世界ミドル級フランチャイズ王座に認定すると共に、暫定王者だったジャーモール・チャーロを正規王座に認定する事を発表した。
2019年7月17日、アルバレスは毎年9月のメキシコ独立記念日の週末に試合を行うのが恒例だが、WBO世界ライトヘビー級王者セルゲイ・コバレフなどと対戦交渉を進めていたもののまとまらず、ふさわしい相手が見つからなかったとして、この年は9月に試合を行うことを断念したと発表した。

##### IBF王座剥奪
2019年8月2日、交渉期限が何度も延期されたがセルゲイ・デレフヤンチェンコとの指名戦を行う交渉がまとまらず、IBFはアルバレスのIBFミドル級王座を剥奪した。

#### ライトヘビー級時代
2019年11月2日、MGMグランド・ガーデン・アリーナでWBO世界ライトヘビー級王者セルゲイ・コバレフと対戦。試合当日朝の時点の体重がライトヘビー級の規定体重の79.3キロから4.53キロ以内（185ポンド以内）の増量制限の契約が交わされていたが両者ともにクリアして試合が行われ、アルバレスが11回TKO勝ちを収め4階級制覇を達成した。WBA世界ミドル級スーパー王座、WBC世界ミドル級フランチャイズ王座並びにWBA世界スーパーミドル級レギュラー王座と合わせて、3階級王座同時保持となった。なお、DAZNの判断により加入者獲得のため、同時間帯に行われていたUFC 244のメインイベントが終了するまで、アルバレスとコバレフが共にグローブとトランクスを着けた状態で試合開始まで1時間30分以上、東部時間の深夜1時過ぎまで待たされるとういう事態が起きたが、アルバレスはDAZNのこの判断に不満を示し、今後は自身の試合開始が遅れるようなことは受け入れないとコメントした。
2019年12月17日、WBO世界ライトヘビー級王座を返上した。WBOはアルバレスが王座返上を同意した一環として、アルバレスがWBO世界王座に挑戦を希望した場合に、どの階級であっても指名挑戦者として認定する特権を与えた。

#### スーパーミドル級復帰
2020年5月2日、T-モバイル・アリーナでWBO世界スーパーミドル級王者ビリー・ジョー・ソーンダースと王座統一戦で対戦する交渉が締結寸前だったが新型コロナウイルスの影響で正式決定前にして白紙となった。
2020年5月6日、ビッグマッチを組みたいDAZNの意向と、2試合で決着はついたとこれまで第3戦目を行うことを渋っていたアルバレスが考えを変えたことで、9月12日にアルバレスVSゴロフキン第3戦目を行う案が浮上するが、ゴロフキンは、アルバレス陣営から前年9月とこの年の5月の2度に渡って対戦を拒否されたので、アルバレスの意向に合わせるのではなく、元々の計画だったカミル・シェレメタとのIBF指名戦を優先させ、9月にはアルバレスと対戦するつもりはないとする旨のコメントを発表した。
2020年7月25日、DAZNが、新型コロナウイルスの影響やアルバレスがゴロフキン第3戦目を拒否してきたことに対する不満から、アルバレスにファイトマネーの大幅な減額を迫っているとESPNが報じた。アルバレスの弁護士も「カネロは一生懸命トレーニングしており9月に戦う準備は完全に整っているが、チーム・カネロを含むこちら側はDAZNがその義務を果たすかどうかを待っている」とコメントし、契約で規定されている金額の支払いを要求するアルバレスと減額を要求するDAZNがファイトマネーの合意に達しない場合は、毎年9月のメキシコ独立記念日の週末に行っている恒例の試合をアルバレスが行わないことを示唆した。
2020年8月18日、アルバレスがフランチャイズ王者（ミドル級）の特権を使用して、WBCに対してアブニ・イユリディンとのWBC世界スーパーミドル級王座決定戦を行いたいと要求を出し、WBCも理事会で36対1の投票でこれを承認して対戦を指令するが、DAZNがイユリディンでは、減額したファイトマネーですら相応しい相手でないとして、この試合を拒否した。

##### 訴訟からゴールデンボーイ・プロモーションズ離脱
2020年9月8日、アルバレスが、DAZN及びゴールデンボーイ・プロモーションズ（GBP）、同社社長のオスカー・デ・ラ・ホーヤを相手取り、契約違反や詐欺、隠蔽等があったとして訴訟を起こし、2億8千万ドル（約300億円）の損害賠償を要求すると共に、ゴールデンボーイ・プロモーションズ以外のプロモーションがプロモートし、DAZN以外の事業体が放送する興行で試合を行うことができるかの司法判断を求めた。これは、アルバレスが契約で保証されていた1試合につき3500万ドル（約37億円）のファイトマネーの支払いをDAZNから拒否されたためで、GBPはDAZNとの契約で、アルバレスが年間少なくとも2試合を行い、そのうち1試合はプレミアな（最高の）相手と対戦すると約束していたが、DAZNと契約後にGBPとアルバレスが対戦相手に選んで対戦していたダニエル・ジェイコブスとセルゲイ・コバレフを、DAZNはプレミアな相手では無いとみなして不満を示していた（契約の中でプレミアな対戦選手として実際に例にあげられていたのはゴロフキンの名前のみであったが、DAZNは他に、デ・ラ・ホーヤと、総合格闘家のハビブ・ヌルマゴメドフとホルヘ・マスヴィダルの3人をプレミアな対戦相手として考慮していたとボクシングシーンとジ・アスレチックスの記者が伝えている）。また、DAZNは契約金をGBPに支払い、その契約の一環でGBPはアルバレスvsゴロフキン第3戦目を行う事になっていたが、アルバレスが第3戦目を拒否したために、契約を遂行できなかったGBPに対してDAZNは不満を持っていた。このためDAZNはアルバレスに契約額の半額となる1750万ドル（約18億円）でカラム・スミスと対戦するオファーを出したが、アルバレスは契約額全額の支払いを要求し交渉が行き詰まっていた。一方、アルバレスがGBPと交わしていた契約には、ゴロフキン第3戦目を行う条件も、DAZNから対戦相手を指定される条件も無かったとされているため、問題の根本は、GBPがアルバレスとDAZN双方に対して条件の食い違う契約を交わしたことと見られており、ここまでこじれた背景には、DAZNがアルバレスとの巨額契約に費やした投資に見合う加入者を獲得できなかった失敗があるとされている。
その後、訴訟がアルバレス側の手続き不備で裁判所に一旦却下され、その間に、DAZNから1試合につき2千万ドル（約21億円）のファイトマネーと、DAZNの新規加入者増数に応じてボーナスが支払われる和解案が提示されるが、アルバレス側は提示された和解案を拒否して、9月28日に訴訟を再提訴した。
2020年11月6日、アルバレスがゴールデンボーイ・プロモーションズを離れフリーエージェントとなることが発表された。また、DAZNと交わしていた5年11試合3億6500万ドルの大型契約も、わずか3試合で契約終了となった。
2020年11月17日、アルバレスがInstagramのライブ配信で12月19日にカラム・スミスと対戦することを発表した。また、DAZNと1試合の配信契約を交わした。
2020年12月19日、テキサス州サンアントニオのアラモドームで新型コロナウイルスの影響で集客制限がある中で11,426人の観客を動員して、WBA世界スーパーミドル級スーパー王者カラム・スミスとWBA王座団体内統一戦並びにWBC世界スーパーミドル級王座決定戦で対戦。試合は終始カネロ有利の一方的な展開となり、12回3-0(117-111、119-109×2)の判定勝ち。WBA王座の防衛並びにWBC王座の獲得、またスミスが保持していたリングマガジン認定王座の獲得にも成功した。
2021年1月1日、WBA世界ミドル級スーパー王座を返上した。
2021年1月21日、エディー・ハーン並びにDAZNと2試合契約を交わしたことを発表した。
2021年2月27日、フロリダ州マイアミのハードロック・スタジアムでWBC世界スーパーミドル級1位で指名挑戦者アブニ・イルディリムと対戦し、3回終了TKO勝ちを収めWBA王座は2度目、WBC王座の初防衛に成功した。試合後に5月8日にWBO世界スーパーミドル級王者ビリー・ジョー・ソーンダースとの3団体王座統一戦が発表された。
2021年5月8日、テキサス州のAT&Tスタジアムで、WBO世界スーパーミドル級王者ビリー・ジョー・ソーンダースと3団体王座統一戦を行い、8回終了TKO勝ちを収めWBA王座は3度目、WBC王座の2度目の防衛と、WBO王座の獲得に成功し3団体王座統一を果たした。試合の観衆は、アメリカのボクシング屋内会場観客数記録となる73,126人と発表されたが、その内チケット購入者は66,065人で、9,002,920ドル（約10億円）のチケット売上げがあった。
試合前に試合リングのサイズを巡って騒動があった。ソーンダースは24フィート（約7.3メートル）のリングを想定していたが、18フィート（約5.5メートル）のリングを使用する予定であることがわかり、足を使うタイプであるソーンダースにとって不利でファイタータイプのアルバレスにとって有利な狭いリングを使おうとしているとして、「ボクシングのリングが電話ボックスのサイズで私の動きを止めようとしている。18フィートのリングなんて受け入れられない」と不満を示し、リングサイズの問題が解決しなければ試合を拒否することを示唆したが、交渉の末、最終的に22フィート（6.7メートル）のリングを使用することで決着した
。

##### スーパーミドル級4団体王座統一戦
2021年9月21日、カレブ・プラント戦の記者会見が開かれるが、ステージ上でフェースオフで2人が対峙した際に流血騒ぎの乱闘を起こした。至近距離でにらみ合い言葉をかわしていたが、いきなりアルバレスが両手でプラントの胸を押して大きく突き飛ばし、突き飛ばされたプラントが平手打ちで反撃するとアルバレスも殴り返し、乱闘に発展した。この乱闘でプラントはアルバレスに殴られ右目の下をカットして流血したが、プラントはこの会見の前からアルバレス本人やチームメイトのオスカル・バルデスが禁止薬物で摘発されたことを引き合いに出して、エディ・レイノソがヘッドトレーナーを務めるアルバレスのチームはパフォーマンス向上薬を使用していると非難し、会見中にも「ドラッグチート（薬物のいかさま野郎）」と挑発的な言葉をアルバレスに投げかけた。アルバレスはプラントに「マザーファッカー（クソ野郎、下衆野郎）」と罵られたことが、母親を侮辱されたと思ったと最初に突き飛ばした理由を語ったが、プラントはマザーファッカーは母親を侮辱する言葉ではなく、アルバレスも以前記者会見に乱入してきたデメトリアス・アンドラーデに対してマザーファッカーと使っていただろうと反論した。
2021年11月6日、MGMグランド・ガーデン・アリーナでIBF世界スーパーミドル級王者カレブ・プラントと4団体王座統一戦を行い、拮抗した序盤からアルバレスが徐々にペースを握りだし、11回2度ダウンを奪いアルバレスが11回1分5秒TKO勝ちを収め男子ボクサーとしては史上6人目となる主要4団体統一に成功。スーパーミドル級では初の4団体統一王者になった。なお、この試合はSHOWTIMEのペイ・パー・ビューで放送されたが、アルバレスは4000万ドル（約46億円）、プラントは1000万ドル（約11億円）のファイトマネーを稼いだ。
2021年11月16日、メキシコシティで開催されたWBC年次総会において、アルバレスのトレーナーでマネジャーのエディ・レイノソが、アルバレスが次戦でWBC世界クルーザー級王者イルンガ・マカブに挑戦できるよう要求し、WBCがこれを承認した。

#### ライトヘビー級復帰
2022年2月26日、DAZNと2試合契約、エディー・ハーンと複数試合契約を結んだことが発表された。
2022年5月7日、T-モバイル・アリーナでWBA世界ライトヘビー級スーパー王者ディミトリー・ビボルと対戦するが、12回0-3(113-115×3)の判定負けを喫し王座獲得に失敗した。なお、ビボルがほぼ一方的に支配した試合だったのにもかかわらずジャッジが3者共に113-115と僅差の採点をしたことにボクシング関係者やファンなどから批判の声が上がった。また、DAZNは2018年のアメリカでのサービス開始当初からボクシングのビッグマッチにおいての主流であったペイ・パー・ビュー放送から月額サブスクリプションへの移行を訴え、ペイ・パー・ビュー放送を行っていなかったが方針を変え、この試合からペイ・パー・ビュー放送を開始した。

#### スーパーミドル級復帰
2022年9月17日、T-モバイル・アリーナで1階級下のWBA・IBF世界ミドル級統一王者ゲンナジー・ゴロフキンとスーパーミドル級のタイトルマッチとして4年振りに通算3度目となる対戦を行い、3-0（116-112に115-113×2）の判定勝ちを収め、WBA王座は5度目、WBC王座は4度目、WBO王座は2度目、IBF王座の初防衛に成功した。この試合でアルバレスは4500万ドル（約62億円）、ゴロフキンは2000万ドル（約27億円）の報酬が保証され、ボクシング・シーンはこの高額保証を賄うためにはペイ・パー・ビューを100万件以上販売する必要があると記事にしていたが、最終的にペイ・パー・ビューは56万件しか売れずゴロフキンとの第1戦、第2戦で記録していた100万件以上の販売件数から大幅な下落となった。試合後の会見で、アルバレスは前年11月のカレブ・プラント戦から左手首の軟骨を損傷していたことを明らかにし、2022年11月に手術を受けた。
2023年5月6日、ハリスコ州グアダラハラのエスタディオ・アクロンで、WBO世界スーパーミドル級暫定王者ジョン・ライダーと団体内王座統一戦で対戦し、12回3-0（120-107、118-109×2）の判定勝ちを収めWBA王座は6度目、WBC王座は5度目、IBF王座は2度目、WBO王座は団体内王座統一及び3度目の防衛に成功した。
2023年6月22日、マッチルーム・スポーツ・USAを離脱し、アル・ヘイモン及びTGBプロモーションズとの3試合契約を結んだ。
2023年9月30日、T-モバイル・アリーナで2階級下のWBAスーパー・WBC・IBF・WBO世界スーパーウェルター級統一王者ジャーメル・チャーロと対戦。アンディスピューテッド王者（議論の余地のない王者）同士の対戦と喧伝されていたが、2階級差の壁は大きく、終始腰が引け後手後手でガードを固めて下がるチャーロに対し、アルバレスは序盤から前進して圧力をかけ続け7回にダウンを奪うなど圧倒して、12回3-0（119-108、118-109×2）の判定勝ちを収めWBA王座は7度目、WBC王座は6度目、IBF王座は3度目、WBO王座は4度目の防衛に成功した。
2024年2月26日、アルバレスは5月に行う予定の試合でジャーモール・チャーロと対戦することを望んだが（ジャーモールは11月の試合で冴えないパフォーマンスを見せ商品価値を下げていた）、プレミア・ボクシング・チャンピオンズ（PBC）と試合の条件で合意することができなかったため、PBCとの残り2試合の契約を破棄してPBCを離脱し、マッチルーム・スポーツと契約を結んだことが報じられた。
アルバレスがPBCを離脱したことで、長年ファンや関係者から対戦を望まれており、WBC世界スーパーミドル級暫定王者であり2年以上アルバレスの指名挑戦者であるデビッド・ベナビデスとの試合が、ベナビデスがPBC所属選手であるため実現することが難しくなったが、ベナビデスは「彼の行動が多くを物語っている」として「これが最大の試合で、私と彼の試合は用意されていたのに、彼はPBCと袂を分かった。それは雄弁に物語っている」「この試合が実現しない理由は、単純明快に、カネロがそうなることを望んでいないからだ」と試合が実現しないのはアルバレスが避けているからだと語った。また、ベナビデスは、多くの選手がアルバレスと対戦したい理由は金のためだが、自身は金のためではないとして、ペイ・パー・ビューボーナスなしの、500万ドル（約8億円）のファイトマネーのみで対戦すると語った。
マイク・タイソンもアルバレスがベナビデスと対戦しないことについて、「これはボクシングにとってもメキシコにとっても恥ずべきことだ。もし俺がカネロなら、ベナビデスとの試合を受けて自分が最強であることを世界に示すだろう。でも、彼にはそれをする勇気がないようだ。彼は多くの才能があるのに勇気が欠けているのが残念だ」と非難した。
しかし、2024年3月7日に、アルバレスがエドガー・ベルランガとの対戦を望んだことでマッチルーム・スポーツ及びマッチルーム・スポーツの興行を配信するDAZNとの交渉が決裂したため、プレミア・ボクシング・チャンピオンズと1試合のみの再契約をして、ハイメ・ムンギアと対戦することが発表された。
アルバレスはベナビデスとの対戦について「ベナビデスは、25ポンドの体重増加（計量から試合までの体重増加）以外になにももたらさないので、プロモーターが1億5000万ドルから2億ドル（約310億円）のオファーをするなら、俺は明日にでも戦うよ。それが俺が彼と戦う唯一の理由だ」と語った。このアルバレスの発言に対して、ベナビデスは「俺がなにももたらさないのであれば、何の価値もない相手と対戦するのになぜ1億5000万ドルから2億ドルも要求するんだ」と応戦し、デ・ラ・ホーヤは「自分自身を高く価格設定するということは、『負けるのを恐れている』ということだ」とSNSに投稿した。また、ベナビデスの父親はアルバレスがベナビデスの計量後の体重増加を気にしているのであれば水分補給条項（増加体重制限条項）を受け入れるつもりだと語った。
2024年5月4日、T-モバイル・アリーナでWBO世界スーパーミドル級1位で元WBO世界スーパーウェルター級王者ハイメ・ムンギアと対戦し、12回3-0（117-110、116-111、115-112）の判定勝ちを収めWBA王座は8度目、WBC王座は7度目、IBF王座は4度目、WBO王座は5度目の防衛に成功した。
2024年7月26日、アルバレスがエドガー・ベルランガとの試合が内定したことで、IBFはIBF世界スーパーミドル級1位のウィリアム・スクールとの指名試合にアルバレスが応じないと判断し、IBF世界スーパーミドル級王座を剥奪した。
2024年9月14日、T-モバイル・アリーナでWBA世界スーパーミドル級1位のエドガー・ベルランガと対戦し、12回3-0（118-109×2、117-110）の判定勝ちを収めWBA王座は9度目、WBC王座は8度目、WBO王座は6度目の防衛に成功した。
2025年2月7日、サウジアラビア総合エンターテイメント庁の長官トゥルキ・アラルシク及びリヤド・シーズンとの4試合契約を結んだ。
2025年5月3日、サウジアラビア・リヤドのANBアリーナでIBF世界スーパーミドル級王者ウィリアム・スクールと自身2度目となる4団体王座統一戦を行い、12回3-0（115-113、116-112、119-109）の判定勝ちを収めWBA王座は10度目、WBC王座は9度目、WBO王座は7度目の防衛及び再びIBF王座を獲得し、スーパーミドル級4団体統一王者に返り咲いた。

## エピソード
- 2018年12月のロッキー・フィールディング戦の数日前にメキシコで兄弟が誘拐され、アルバレスは警察の一部が誘拐に関与していると感じたため警察には通報せずに、誘拐犯と電話で交渉して兄弟を無事に解放させたと語っている[232][233]。
- 「ゴルフ中毒」と自認するほどのゴルフ好きで、ボクシング引退後にPGAツアーに出場するのが夢と語っている[234]。
- オスカー・デ・ラ・ホーヤとの決別について「デ・ラ・ホーヤはゴールデン・ボーイ・プロモーションズ（GBP）で何もしていなかった。彼は酒を呑むことや他の事ばかり気にしていた。会社の決定は他の人たちによって下されていたんだ。リチャード・シェーファーがGBPを辞めた時、彼はGBPのすべてのボクサーをPBCに連れて行った。彼は私も連れて行きたかったが、私は忠実な男なので、ボクサーでただ1人GBPに残ったんだ。でもその後に、なぜボクサー全員とシェーファーがGBPを去ったのか理解した。GBPの人たちはボクサーの利益ではなく自分たちの利益だけを追求していたんだ」と語っている[235]。
- 2024年5月4日にハイメ・ムンギアと対戦した際にはムンギアのプロモーターであるデ・ラ・ホーヤとゴールデン・ボーイ・プロモーションズを離脱して以来初めて接点を持つが、その記者会見でデ・ラ・ホーヤがアルバレスがドーピング検査で2回陽性反応が検出された事を持ち出し「私は誰とでも仲直りするが、私が仲直りしない相手がこの世に1人いるとしたら、それはおそらく彼（カネロ）だろう」「彼はこの2か月間、この試合をプロモートするよりも私を侮辱することに費やしてきた」と言えば、アルバレスは「私は彼を殴る。彼が近づいてきたら、殴る。彼はクソ野郎だ」「彼は自分のファイター（ムンギア）のことは気にしない。なぜなら、彼はすべての注目を自分に集めようとしているだけだ。彼は自分のことだけを気にしている」など激しい口論を繰り広げ、さらにアルバレスは「弁護士に連絡しろ。彼は間違いなく盗みを働いている。それが彼がボクシングでやっている唯一のことだ」「彼はクソ野郎だ。証拠もある。彼はゴロフキンとの試合で私から金を盗もうとしたし、ゴロフキンからも金を盗もうとした」と言うが、デ・ラ・ホーヤはこの発言は虚偽で名誉毀損だと怒り、アルバレスに発言を撤回し、同じ発言を繰り返さないよう警告する法的文書を送った[236][237][238]。
- 2022 FIFAワールドカップにおいて、グループリーグ（C組）第2戦でメキシコ代表と対戦したアルゼンチン代表リオネル・メッシが、メキシコ戦終了後のアルゼンチンのロッカールームで、勝利を祝い、仲間と歌いながらシューズを脱いだ際、ユニホーム交換で手に入れたメキシコのユニホームを床に置き、足で蹴ったとして、アルバレスが激怒、「メッシが俺たちのユニホームと国旗で床を拭いているのを見たか？ 彼は俺に見つからないように神に祈るべきだな」「俺がアルゼンチンをリスペクトするように、彼もメキシコをリスペクトすべきだろ」「メキシコのユニホームを床に置いた瞬間から、それは侮辱だ」とSNSに投稿した。さらに、メッシが誤ってユニホームを足で触れただけではないか、といった意見が書き込まれ世界中のファンから反発を受けると「お前らはクソ野郎だ。偽善者なんかになるな」とさらに主張したが、メッシとユニフォーム交換をした当人のメキシコ代表主将アンドレス・グアルダードが「残念ながらカネロはロッカールームが、どんなものかを理解しておらず、だからメキシコのユニホームを見てこんな反応をしたんだ」「用具係との決め事で、床に置いたものは全て洗濯し、床に置いていないものは、選手が持ち帰るってことになっている」とメッシはユニホームを洗濯してもらおうとしただけで粗末に扱ったわけではないと語ると、カネロは「数日前、私は母国への情熱と愛情から場違いな発言をしてしまった。メッシとアルゼンチンの人々に謝罪したい」と謝罪した[239][240][241]。
- 熱心なカトリック教徒であり、2017年にはローマ教皇フランシスコとも面会している[242][243]。

## 戦績
- プロボクシング：67戦 63勝 (39KO) 2敗 2分

| 戦           | 日付           | 勝敗 | 時間     | 内容    | 対戦相手                             | 国籍           | 備考 |
| ------------ | -------------- | ---- | -------- | ------- | ------------------------------------ | -------------- | --- |
| 1            | 2005年10月29日 | ☆    | 4R       | TKO     | アブラハム・ゴンサレス               | メキシコ       | プロデビュー戦                                                                                           |
| 2            | 2005年11月26日 | ☆    | 2R 2:25  | KO      | パブロ・アルバラード                 | メキシコ       | |
| 3            | 2006年1月20日  | ☆    | 4R       | 判定2-1 | ミゲル・バスケス                     | メキシコ       | |
| 4            | 2006年2月10日  | ☆    | 1R       | KO      | ペドロ・ロペス                       | メキシコ       | |
| 5            | 2006年6月17日  | △    | 4R       | 判定1-1 | ホルヘ・フアレス                     | メキシコ       | |
| 6            | 2006年7月21日  | ☆    | 2R       | KO      | ファン・エルナンデス                 | メキシコ       | |
| 7            | 2006年9月15日  | ☆    | 2R       | KO      | クリスチャン・エルナンデス           | メキシコ       | |
| 8            | 2006年9月29日  | ☆    | 5R 1:20  | KO      | フランシスコ・ヴィラヌエバ           | メキシコ       | |
| 9            | 2006年12月8日  | ☆    | 2R       | KO      | ダニエル・マルチネス                 | アメリカ合衆国 | |
| 10           | 2007年3月2日   | ☆    | 8R       | TKO     | ハビエル・マルチネス                 | メキシコ       | |
| 11           | 2007年3月30日  | ☆    | 4R 2:40  | KO      | イワン・イレスカス                   | メキシコ       | |
| 12           | 2007年5月19日  | ☆    | 4R 1:48  | KO      | ビクター・マルケス                   | メキシコ       | |
| 13           | 2007年6月1日   | ☆    | 2R       | TKO     | ヘスス・アベル・エルナンデス         | メキシコ       | |
| 14           | 2007年8月18日  | ☆    | 10R      | 判定3-0 | クリスチャン・ソラーノ               | メキシコ       | |
| 15           | 2007年8月31日  | ☆    | 12R      | 判定3-0 | リカルド・カノ                       | メキシコ       | ハリスコ州ウェルター級タイトルマッチ                                                                     |
| 16           | 2007年12月15日 | ☆    | 2R       | TKO     | ショーン ・ ホリー                   | アメリカ合衆国 | |
| 17           | 2008年2月22日  | ☆    | 1R       | KO      | アクセル・ロドリゴ・ソリス           | メキシコ       | |
| 18           | 2008年3月14日  | ☆    | 9R 2:32  | TKO     | フランシスコ・ヴィラヌエバ           | メキシコ       | ハリスコ州王座防衛1                                                                                      |
| 19           | 2008年4月18日  | ☆    | 12R 0:10 | TKO     | ガブリエル・マルチネス               | メキシコ       | WBAフェデセントロウェルター級王座決定戦                                                                  |
| 20           | 2008年6月6日   | ☆    | 10R      | 判定2-1 | フランシスコ・ヴィラヌエバ           | メキシコ       | |
| 21           | 2008年6月28日  | ☆    | 10R      | 判定3-0 | ミゲル・バスケス                     | メキシコ       | |
| 22           | 2008年8月2日   | ☆    | 10R      | 判定3-0 | カルロス・アダン・ヘレス             | アルゼンチン   | WBAフェデセントロ防衛1                                                                                   |
| 23           | 2008年10月24日 | ☆    | 10R      | 判定3-0 | ラリー・モズリー                     | アメリカ合衆国 | |
| 24           | 2008年12月5日  | ☆    | 1R 2:30  | TKO     | ラウル・ピンゾン                     | コロンビア     | WBAフェデセントロ防衛2                                                                                   |
| 25           | 2009年1月17日  | ☆    | 1R 1:52  | TKO     | アントニオ・フィッチ                 | メキシコ       | NABF北米ウェルター級王座決定戦                                                                           |
| 26           | 2009年2月21日  | ☆    | 11R 1:36 | TKO     | ユーリ・ゴンサレス                   | ドミニカ共和国 | NABF防衛1・WBOラテンアメリカ獲得                                                                         |
| 27           | 2009年4月11日  | ☆    | 10R 2:53 | TKO     | マイケル・ロサレス                   | メキシコ       | NABF防衛2                                                                                                |
| 28           | 2009年6月6日   | ☆    | 9R 1:54  | KO      | ジェファーソン・ルイス・ゴンカロ     | ブラジル       | NABF防衛3                                                                                                |
| 29           | 2009年8月8日   | ☆    | 2R 2:33  | KO      | マラト・クゼエフ                     | ロシア         | WBC世界ウェルター級ユース王座決定戦                                                                      |
| 30           | 2009年9月15日  | ☆    | 1R 2:46  | TKO     | カルロス・レオナルド・ヘレラ         | アルゼンチン   | WBCユース防衛1                                                                                           |
| 31           | 2009年12月5日  | ☆    | 12R      | 判定3-0 | ラナルド・タイナー                   | アメリカ合衆国 | NABF防衛4                                                                                                |
| 32           | 2010年3月6日   | ☆    | 3R 0:23  | KO      | ブライアン・カメチス                 | アメリカ合衆国 | NABF防衛5                                                                                                |
| 33           | 2010年5月1日   | ☆    | 9R 2:51  | TKO     | ホセ・ミゲル・コット                 | プエルトリコ   | |
| 34           | 2010年7月10日  | ☆    | 6R 1:23  | TKO     | ルシアノ・レオネル・クエリョ         | アルゼンチン   | WBC世界スーパーウェルター級シルバー王座決定戦                                                            |
| 35           | 2010年9月18日  | ☆    | 6R 2:58  | KO      | カルロス・バルドミール               | アルゼンチン   | WBCシルバー防衛1                                                                                         |
| 36           | 2010年12月4日  | ☆    | 12R      | 判定3-0 | ラブモア・ヌドゥ                     | オーストラリア | WBCシルバー防衛2                                                                                         |
| 37           | 2011年3月5日   | ☆    | 12R      | 判定3-0 | マシュー・ハットン                   | イギリス       | WBC世界スーパーウェルター級王座決定戦                                                                    |
| 38           | 2011年6月18日  | ☆    | 12R 0:48 | TKO     | ライアン・ローズ                     | イギリス       | WBC防衛1                                                                                                 |
| 39           | 2011年9月17日  | ☆    | 6R 2:36  | TKO     | アルフォンソ・ゴメス                 | メキシコ       | WBC防衛2                                                                                                 |
| 40           | 2011年11月26日 | ☆    | 5R 2:53  | TKO     | カーミット・シントロン               | プエルトリコ   | WBC防衛3                                                                                                 |
| 41           | 2012年5月5日   | ☆    | 12R      | 判定3-0 | シェーン・モズリー                   | アメリカ合衆国 | WBC防衛4                                                                                                 |
| 42           | 2012年9月15日  | ☆    | 5R 2:55  | TKO     | ホセシート・ロペス                   | アメリカ合衆国 | WBC防衛5                                                                                                 |
| 43           | 2013年4月20日  | ☆    | 12R      | 判定3-0 | オースティン・トラウト               | アメリカ合衆国 | WBA・WBC世界スーパーウェルター級王座統一戦 WBC防衛6 WBA・リングマガジン王座獲得                          |
| 44           | 2013年9月14日  | ★    | 12R      | 判定0-2 | フロイド・メイウェザー・ジュニア     | アメリカ合衆国 | WBA・WBC世界スーパーウェルター級王座統一戦 WBA・WBC・リングマガジン王座陥落                              |
| 45           | 2014年3月8日   | ☆    | 10R 0:47 | TKO     | アルフレド・アングロ                 | メキシコ       | |
| 46           | 2014年7月12日  | ☆    | 12R      | 判定2-1 | エリスランディ・ララ                 | キューバ       | |
| 47           | 2015年5月9日   | ☆    | 3R 2:19  | KO      | ジェームス・カークランド             | アメリカ合衆国 | |
| 48           | 2015年11月21日 | ☆    | 12R      | 判定3-0 | ミゲール・コット                     | プエルトリコ   | WBC世界ミドル級タイトルマッチ WBC・リングマガジン王座獲得                                                |
| 49           | 2016年5月7日   | ☆    | 6R 2:37  | KO      | アミール・カーン                     | イギリス       | WBC防衛1                                                                                                 |
| 50           | 2016年9月17日  | ☆    | 9R 2:28  | KO      | リアム・スミス                       | イギリス       | WBO世界スーパーウェルター級タイトルマッチ                                                                |
| 51           | 2017年5月6日   | ☆    | 12R      | 判定3-0 | フリオ・セサール・チャベス・ジュニア | メキシコ       | |
| 52           | 2017年9月16日  | △    | 12R      | 判定1-1 | ゲンナジー・ゴロフキン               | カザフスタン   | WBA・WBC・IBF世界ミドル級タイトルマッチ                                                                  |
| 53           | 2018年9月15日  | ☆    | 12R      | 判定2-0 | ゲンナジー・ゴロフキン               | カザフスタン   | WBA・WBC世界ミドル級タイトルマッチ WBA・WBC・リングマガジン王座獲得                                      |
| 54           | 2018年12月15日 | ☆    | 3R 2:38  | TKO     | ロッキー・フィールディング           | イギリス       | WBA世界スーパーミドル級タイトルマッチ                                                                    |
| 55           | 2019年5月4日   | ☆    | 12R      | 判定3-0 | ダニエル・ジェイコブス               | アメリカ合衆国 | WBA・WBC・IBF世界ミドル級王座統一戦 WBA防衛1・WBC防衛1・IBF獲得                                          |
| 56           | 2019年11月2日  | ☆    | 11R 2:15 | TKO     | セルゲイ・コバレフ                   | ロシア         | WBO世界ライトヘビー級タイトルマッチ                                                                      |
| 57           | 2020年12月19日 | ☆    | 12R      | 判定3-0 | カラム・スミス                       | イギリス       | WBA世界スーパーミドル級王座統一戦 WBC世界スーパーミドル級王座決定戦 WBA防衛1 WBC・リングマガジン王座獲得 |
| 58           | 2021年2月27日  | ☆    | 3R 終了  | TKO     | アブニ・イルディリム                 | トルコ         | WBA防衛2・WBC防衛1                                                                                       |
| 59           | 2021年5月8日   | ☆    | 8R 終了  | TKO     | ビリー・ジョー・ソーンダース         | イギリス       | WBA・WBC・WBO世界スーパーミドル級王座統一戦 WBA防衛3・WBC防衛2・WBO獲得                                  |
| 60           | 2021年11月6日  | ☆    | 11R 1:05 | TKO     | カレブ・プラント                     | アメリカ合衆国 | WBA・WBC・IBF・WBO世界スーパーミドル級王座統一戦 WBA防衛4・WBC防衛3・IBF獲得・WBO防衛1                   |
| 61           | 2022年5月7日   | ★    | 12R      | 判定0-3 | ディミトリー・ビボル                 | ロシア         | WBAスーパー・世界ライトヘビー級タイトルマッチ                                                            |
| 62           | 2022年9月17日  | ☆    | 12R      | 判定3-0 | ゲンナジー・ゴロフキン               | カザフスタン   | WBA防衛5・WBC防衛4・IBF防衛1・WBO防衛2                                                                   |
| 63           | 2023年5月6日   | ☆    | 12R      | 判定3-0 | ジョン・ライダー                     | イギリス       | WBA・WBC・IBF・WBO世界スーパーミドル級王座統一戦 WBA防衛6・WBC防衛5・IBF防衛2・WBO防衛3                  |
| 64           | 2023年9月30日  | ☆    | 12R      | 判定3-0 | ジャーメル・チャーロ                 | アメリカ合衆国 | WBA防衛7・WBC防衛6・IBF防衛3・WBO防衛4                                                                   |
| 65           | 2024年5月4日   | ☆    | 12R      | 判定3-0 | ハイメ・ムンギア                     | メキシコ       | WBA防衛8・WBC防衛7・IBF防衛4・WBO防衛5                                                                   |
| 66           | 2024年9月14日  | ☆    | 12R      | 判定3-0 | エドガー・ベルランガ                 | プエルトリコ   | WBA防衛9・WBC防衛8・WBO防衛6                                                                             |
| 67           | 2025年5月3日   | ☆    | 12R      | 判定3-0 | ウィリアム・スクール                 | キューバ       | WBA・WBC・IBF・WBO世界スーパーミドル級王座統一戦 WBA防衛10・WBC防衛9・IBF獲得・WBO防衛7                  |
| 68           | 2025年9月12日  | -    | -        | -       | テレンス・クロフォード               | アメリカ合衆国 | WBA・WBC・IBF・WBO世界スーパーミドル級タイトルマッチ 試合前                                              |
| テンプレート |                |      |          |         |                                      |                | |

## 獲得タイトル
- ハリスコ州ウェルター級王座（防衛1=返上）
- WBAフェデセントロウェルター級王座（防衛2=返上）
- NABF北米ウェルター級王座（防衛7=返上）
- WBOラテンアメリカウェルター級王座（防衛0=返上）
- WBC世界ウェルター級ユース王座（防衛1=返上）
- WBCスーパーウェルター級シルバー王座（防衛2=返上）
- WBC世界スーパーウェルター級王座（防衛6）
- WBA世界スーパーウェルター級スーパー王座（防衛0）
- リングマガジン世界スーパーウェルター級王座
- WBC世界ミドル級王座（防衛1=返上)
- リングマガジン世界ミドル級王座
- WBO世界スーパーウェルター級王座（防衛0=返上）
- WBA世界ミドル級スーパー王座（防衛1=返上）
- WBC世界ミドル級王座（防衛1=フランチャイズ王座に認定）
- WBC世界ミドル級ダイヤモンド王座
- WBA世界スーパーミドル級レギュラー王座（防衛1=スーパー王座に認定）
- WBC世界ミドル級フランチャイズ王座
- IBF世界ミドル級王座（防衛0=剥奪）
- WBO世界ライトヘビー級王座（防衛0=返上）
- WBA世界スーパーミドル級スーパー王座（防衛10）
- WBC世界スーパーミドル級王座（防衛9）
- リングマガジン世界スーパーミドル級王座
- WBO世界スーパーミドル級スーパー王座（防衛7）
- IBF世界スーパーミドル級王座（1期目:防衛4=剥奪）
- IBF世界スーパーミドル級王座（2期目:防衛0）

## ペイ・パー・ビュー売上げ
| 開催年月日     | イベント                                                    | 販売件数        | テレビ局    | 備考   |
| -------------- | ----------------------------------------------------------- | --------------- | ----------- | ------ |
| 2024年9月14日  | サウル・アルバレス vs. エドガー・ベルランガ                 | 65万件          | Prime Video | 90ドル |
| 2024年5月4日   | サウル・アルバレス vs. ハイメ・ムンギア                     | 50万件 - 55万件 | Prime Video | 90ドル |
| 2023年9月30日  | サウル・アルバレス vs. ジャーメル・チャーロ                 | 65万件 - 70万件 | SHOWTIME    | 85ドル |
| 2023年5月6日   | サウル・アルバレス vs. ジョン・ライダー                     | 45万件          | DAZN        | 55ドル |
| 2022年9月17日  | サウル・アルバレス vs. ゲンナジー・ゴロフキン 3             | 56万件          | DAZN        | 65ドル |
| 2022年5月7日   | サウル・アルバレス vs. ディミトリー・ビボル                 | 52万件          | DAZN        | 60ドル |
| 2021年11月6日  | サウル・アルバレス vs. カレブ・プラント                     | 80万件          | SHOWTIME    | 80ドル |
| 2018年9月15日  | サウル・アルバレス vs. ゲンナジー・ゴロフキン 2             | 110万件         | HBO         | 85ドル |
| 2017年9月16日  | サウル・アルバレス vs. ゲンナジー・ゴロフキン 1             | 130万件         | HBO         | 80ドル |
| 2017年5月6日   | サウル・アルバレス vs. フリオ・セサール・チャベス・ジュニア | 100万件         | HBO         | 70ドル |
| 2016年9月17日  | サウル・アルバレス vs. リアム・スミス                       | 30万件          | HBO         | 65ドル |
| 2016年5月7日   | サウル・アルバレス vs. アミール・カーン                     | 60万件          | HBO         | 70ドル |
| 2015年11月21日 | ミゲール・コット vs. サウル・アルバレス                     | 90万件          | HBO         | 70ドル |
| 2014年7月12日  | サウル・アルバレス vs. エリスランディ・ララ                 | 30万件          | SHOWTIME    | 60ドル |
| 2014年3月8日   | サウル・アルバレス vs. アルフレド・アングロ                 | 35万件          | SHOWTIME    | 60ドル |
| 2013年9月14日  | フロイド・メイウェザー・ジュニア vs. サウル・アルバレス     | 220万件         | SHOWTIME    | 75ドル |